# 茶臼前
茶臼前（ちゃうすまえ）は、愛知県名古屋市守山区の地名。丁番を持たない単独町名である。住居表示実施。

## 地理
名古屋市守山区中央部に位置する。西は小幡四丁目・小幡五丁目、南は小幡に接する。

## 歴史

### 町名の由来
大字小幡の字茶臼前に由来する。字名は小幡茶臼山古墳の名に由来し、古墳は茶臼のように頂上中央部が凹んでいる前方後円墳であることから名付けられたものであるという。

### 沿革
- 1985年（昭和60年）7月29日 - 守山区大字小幡の一部により、同区茶臼前として成立[1]。
- 1996年（平成8年）11月25日 - 守山区大字小幡字北山・字茶臼前の各一部を編入する[4]。

## 世帯数と人口
2019年（平成31年）4月1日現在の世帯数と人口は以下の通りである。
| 町丁   | 世帯数  | 人口    |
| ------ | ------- | ------- |
| 茶臼前 | 723世帯 | 1,451人 |

### 人口の変遷
国勢調査による人口の推移
| 2000年（平成12年） | 1,437人 | [ WEB 6 ] |  |
| 2005年（平成17年） | 1,297人 | [ WEB 7 ] |  |
| 2010年（平成22年） | 1,416人 | [ WEB 8 ] |  |
| 2015年（平成27年） | 1,528人 | [ WEB 9 ] |  |

## 学区
市立小・中学校に通う場合、学校等は以下の通りとなる。また、公立高等学校に通う場合の学区は以下の通りとなる。なお、小・中学校は学校選択制度を導入しておらず、番毎で各学校に指定されている。
| 小学校                                      | 中学校                                        | 高等学校 |
| ------------------------------------------- | --------------------------------------------- | -------- |
| 名古屋市立小幡小学校 名古屋市立小幡北小学校 | 名古屋市立守山東中学校 名古屋市立守山北中学校 | 尾張学区 |

## 交通
- 名古屋鉄道瀬戸線[2]

## 施設
- 喜多山郵便局[2]

## その他

### 日本郵便
- 郵便番号 : 463-0012[WEB 3]（集配局：守山郵便局[WEB 12]）。

### WEB
1. ↑  “愛知県名古屋市守山区の町丁・字一覧”.   人口統計ラボ. 2017年10月7日閲覧。
2. 1 2  “町・丁目(大字)別、年齢(10歳階級)別公簿人口(全市・区別)”.   名古屋市 (2019年4月22日). 2019年4月23日閲覧。
3. 1 2  “郵便番号”.  日本郵便. 2019年3月17日閲覧。
4. ↑  “市外局番の一覧”.   総務省. 2019年1月6日閲覧。
5. ↑  名古屋市役所市民経済局地域振興部住民課町名表示係 (2015年10月21日). “守山区の町名一覧”.   名古屋市. 2017年10月7日閲覧。
6. ↑  名古屋市役所総務局企画部統計課統計係 (2005年7月1日). “（刊行物）名古屋の町(大字)・丁目別人口 (平成12年国勢調査) 守山区” (XLS). 2017年10月8日閲覧。
7. ↑  名古屋市役所総務局企画部統計課統計係 (2007年6月29日). “平成17年国勢調査　名古屋の町(大字)別・年齢別人口 守山区” (XLS). 2017年10月8日閲覧。
8. ↑  名古屋市役所総務局企画部統計課統計係 (2012年6月29日). “平成22年国勢調査　名古屋の町(大字)別・年齢別人口 守山区” (XLS). 2017年10月8日閲覧。
9. ↑  名古屋市役所総務局企画部統計課統計係 (2017年7月7日). “平成27年国勢調査　名古屋の町(大字)別・年齢別人口” (XLS). 2017年10月8日閲覧。
10. ↑  “市立小・中学校の通学区域一覧”.   名古屋市 (2018年11月10日). 2019年1月14日閲覧。
11. ↑  “平成29年度以降の愛知県公立高等学校（全日制課程）入学者選抜における通学区域並びに群及びグループ分け案について”.   愛知県教育委員会 (2015年2月16日). 2019年1月14日閲覧。
12. ↑  “郵便番号簿 2018年度版” (PDF).   日本郵便. 2019年5月8日閲覧。

### 文献
1. 1 2  名古屋市計画局 1992, p. 860.
2. 1 2 3 4  「角川日本地名大辞典」編纂委員会 1989, p. 1558.
3. 1 2  名古屋市計画局 1992, p. 614.
4. ↑  名古屋市告示第365号（平成8年10月18日付）